# Ђока Диклић
Ђока Диклић (XVIII век — XIX век) био је српски сликар и иконописац.

## Дело
Ђока Диклић је 1802. сликао иконостас у селу Гају код Ковина.